# Ojos Negros, Teruel
Ojos Negros, Teruel (aragónul Uellos Negros) település Spanyolországban, Teruel tartományban. Ojos Negros, Teruel Setiles, El Pedregal, Pozuel del Campo, Monreal del Campo, Villafranca del Campo, Villar del Salz és Tordesilos községekkel határos. Lakosainak száma 328 fő (2024).

## Népesség
A település népessége az utóbbi években az alábbiak szerint változott:
| Lakosok száma | 566  | 531  | 510  | 510  | 445  | 421  | 393  | 360  | 328  | 328  |
|               | 2001 | 2004 | 2007 | 2009 | 2012 | 2014 | 2017 | 2019 | 2022 | 2024 |